# Santiago el Pinar
Santiago el Pinar är en kommun i Mexiko.   Den ligger i delstaten Chiapas, i den sydöstra delen av landet, 700 km öster om huvudstaden Mexico City.
Följande samhällen finns i Santiago el Pinar:
- Nínamo
- Choyo
- Nachón
- Pusilho
- Pechultón
- K'Alom
- Xchuch